# Citharexylum subthyrsoideum
Citharexylum subthyrsoideum là một loài thực vật có hoa trong họ Cỏ roi ngựa. Loài này được Pittier mô tả khoa học đầu tiên năm 1923.